# 천지안위
천지안위(1998년 9월 1일 ~ )는 중국의 배우다.

## 방송
- 청춘유니 (시즌 3) (2021) - 1차 방출
- 니미소시흔미-넌 웃을때 제일 예뻐 (2021)
- 보이즈 플래닛 (2023) - 39위

## 음반
- 如果你没有说谎我们会怎样 (2022)

## 공연
- 2023 CHENJIANYU FANMEETING ［DEAR U : 너에게］ (2023)